# Крейгсвілл (Західна Вірджинія)
Крейгсвілл (англ. Craigsville) — переписна місцевість (CDP) в США, в окрузі Ніколас штату Західна Вірджинія. Населення — 2173 особи (2020).

## Географія
Крейгсвілл розташований за координатами 38°19′17″ пн. ш. 80°38′45″ зх. д. / 38.32139° пн. ш. 80.64583° зх. д. (38.321320, -80.645967).  За даними Бюро перепису населення США в 2010 році переписна місцевість мала площу 15,77 км², з яких 15,72 км² — суходіл та 0,05 км² — водойми.

## Демографія
Згідно з переписом 2010 року, у переписній місцевості мешкало 2213 осіб у 915 домогосподарствах у складі 631 родини. Густота населення становила 140 осіб/км².  Було 1031 помешкання (65/км²).
Расовий склад населення:
| - 98,3 % — білих - 0,3 % — азіатів |

До двох чи більше рас належало 1,3 %. Частка іспаномовних становила 0,5 % від усіх жителів.
За віковим діапазоном населення розподілялося таким чином: 22,5 % — особи молодші 18 років, 59,4 % — особи у віці 18—64 років, 18,1 % — особи у віці 65 років та старші. Медіана віку мешканця становила 43,0 року. На 100 осіб жіночої статі у переписній місцевості припадало 92,4 чоловіків;  на 100 жінок у віці від 18 років та старших — 87,7 чоловіків також старших 18 років.
Середній дохід на одне домашнє господарство  становив 42 091 долар США (медіана — 34 844), а середній дохід на одну сім'ю — 50 930 доларів (медіана — 44 652). За межею бідності перебувало 22,8 % осіб, у тому числі 38,3 % дітей у віці до 18 років та 4,7 % осіб у віці 65 років та старших.
Цивільне працевлаштоване населення становило 502 особи. Основні галузі зайнятості: роздрібна торгівля — 24,7 %, освіта, охорона здоров'я та соціальна допомога — 16,3 %, мистецтво, розваги та відпочинок — 15,5 %.